# ハビエル・フェルナンデス・フェルナンデス
ハビエル・フェルナンデス・フェルナンデス（スペイン語: Javier Fernández Fernández, 1948年1月7日 – ）は、スペイン・オビエド県（現・アストゥリアス州）ミエレス出身の政治家。前職は鉱山エンジニアと公務員。
2000年からスペイン社会労働党(PSOE)の地域支部であるアストゥリアス社会主義連盟で書記長（党首）を務めており、2012年からアストゥリアス州政府首相を務めている。2016年にはペドロ・サンチェスの辞任を受けて、スペイン社会労働党暫定代替幹事長委員会委員長となった。

## 経歴

### 政界進出前
オビエド県（現・アストゥリアス州）ミエレスのレケホ地区に生まれ、スペイン内戦時代から強く左派を支持する家庭で育った。高校卒業後にはオビエドとマドリードの鉱山学校で鉱山工学を学び、後には環境基準の分野で高等教育の学位を取得した。1978年には2人の同僚とともにヒホンに工学計画や工学研究のオフィスを開設した。1987年にはヒホンでスペイン社会労働党(PSOE)に入党した。

### 政界進出後

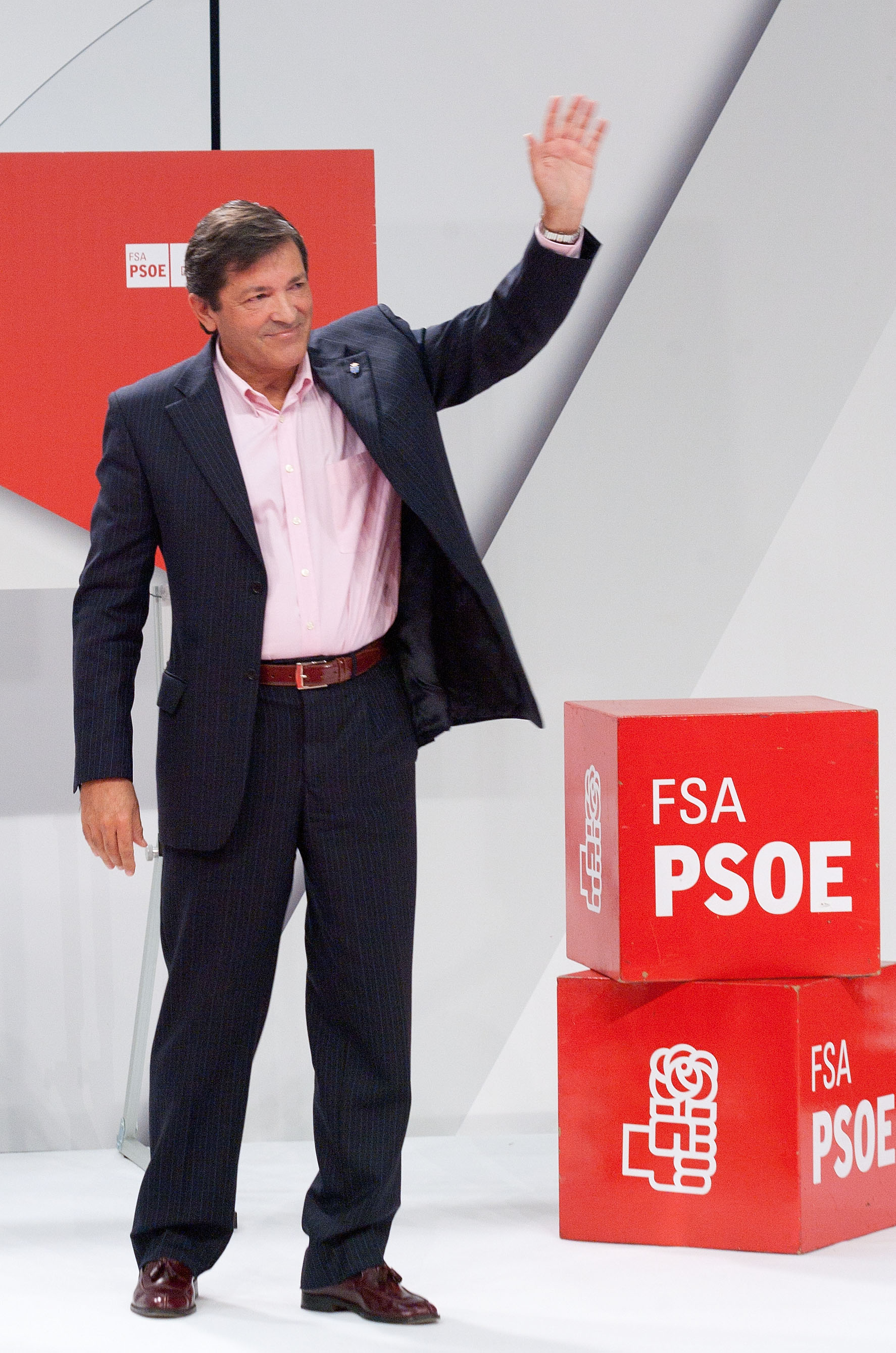
手を振るフェルナンデス

1991年のアストゥリアス州議会議員選挙では、スペイン社会労働党の地域支部であるアストゥリアス社会主義連盟が政権を担い、フアン・ルイス・ロドリゲス＝ビヒル州首相とビクトル・サピコ産業・貿易・観光大臣の下で、フェルナンデスは鉱業・エネルギー部門の地域局長に就任した。1995年の州議会選挙では国民党に政権を奪われ、フェルナンデスは議員の座を離れて鉱山部門の公務員となったが、1996年スペイン議会総選挙ではスペイン社会労働党から国政選挙に出馬して当選し、スペイン下院議員となった。
アストゥリアス社会主義連盟は1999年の州議会選挙に勝利し、フェルナンデスはビセンテ・アルバレス・アレセス州首相の下で産業・貿易・観光大臣に就任した。2000年11月にはアストゥリアス社会主義連盟の書記長（党首）選挙に出馬し、僅差で勝利して書記長に就任した。2003年7月から2012年4月まで、アストゥリアス州議会の上院議員を務めた。
2012年3月に行われたアストゥリアス州議会議員選挙の結果、アストゥリアス社会主義連盟は中道の連合・進歩・民主主義(UPyD)と連立政府を組み、2012年5月26日にはフェルナンデスがアストゥリアス州政府首相に就任した。財務大臣のドローレス・カルセードを含む5人の女性と3人の男性を閣僚に登用した。
2015年のアストゥリアス州議会議員選挙でアストゥリアス社会主義連盟は政権を維持したが、アストゥリアス統一左翼の支援を受ける少数党政府となった。2016年10月1日にはスペイン社会労働党議員による投票の結果、ペドロ・サンチェスが書記長を辞任。同日にフェルナンデスが暫定幹事長代理委員会の委員長に就任した。